# Karl Philipp Moritz

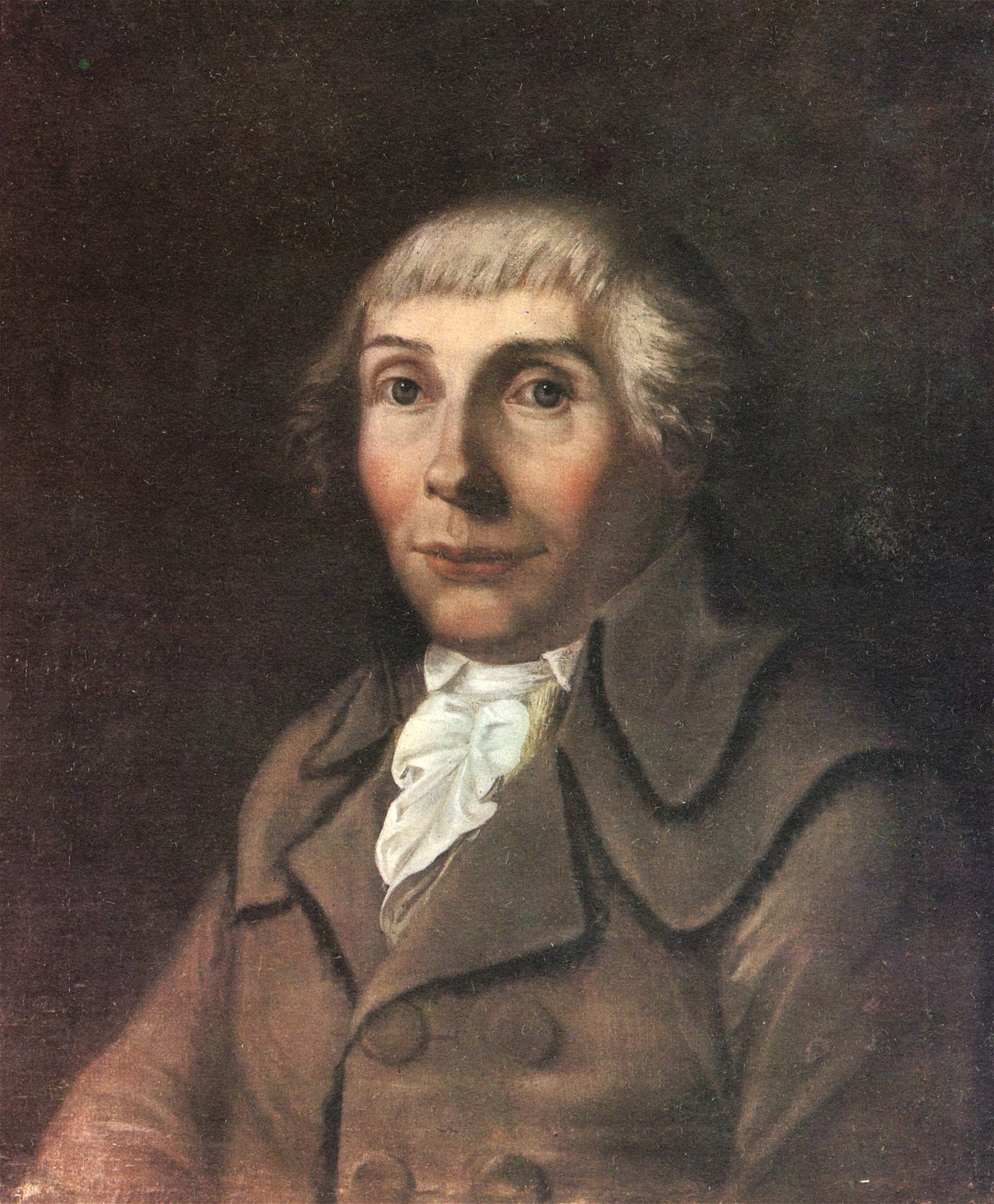
Karl Philipp Moritz på ett porträtt av K. F. J. H. Schumann, 1791.

Karl Philipp Moritz, född den 15 september 1757 i Hameln, död den 26 juni 1793, var en tysk författare, som tillhörde Sturm und Drangrörelsen.
Moritz hade en äventyrlig ungdom, tills han 1778 fick anställning som gymnasielärare i Berlin. Han vistades i England 1782 och Italien 1786-88 samt utgav omtyckta skildringar av dessa resor 1783 (nytryck 1903) och 1792-93. I södern knöt han kontakt med Goethe, vilken han därefter gästade i Weimar. Moritz utnämndes 1789 till professor i arkeologi och konstteori vid Berlins konstakademi samt fick titeln hovråd.
Till sin person var Moritz ett underligt original, i flera fall frånstötande, men även med många fängslande egenskaper. Hans författarskap har att uppvisa fruktbara tankar och en ofta utmärkt framställning, som kulminerar i skildringen av själstillstånd och tidsstämningar. Den självbiografiska romanen Anton Reiser (1785-90) är av största intresse. Även romanen Andreas Hartknopf (1786) är byggd på Moritz eget liv. Bland hans övriga verk bör nämnas Götterlehre oder mytologische Dichtungen der alten (1791). Moritz utgav 1783-93 Magazin für erfahrungslesenseelkunde.

## På svenska
- Mythologiskt lexicon, öfversättning med tilläggningar. Hvarjämte en afhandling om de gamle romares heliga plägseder, i sammandrag af Carl Stridsberg. Stockholm, tryckt hos Johan A. Carlbohm, 1796. På bokhandlaren magist. Isaac Utters förlag, och säljes i des bokhandel.